# Amari Bailey
Pour les articles homonymes, voir Bailey.
Amari Bailey, né le 17 février 2004 à La Nouvelle-Orléans en Louisiane, est un joueur américain de basket-ball. Il évolue aux postes de meneur et arrière.

## Biographie

### Carrière universitaire
Entre 2022 et 2023, il joue pour les Bruins de l'UCLA à l'université de Californie à Los Angeles. 
Le 13 avril 2023, il annonce qu'il se présente à la draft 2023 de la NBA.

### Carrière professionnelle

#### Hornets de Charlotte
Il est choisi en 41e position par les Hornets de Charlotte lors de la draft 2023 de la NBA.
En juillet 2023, il signe un contrat two-way avec les Hornets.

## Palmarès

### Lycée
- McDonald's All-American en 2022
- California Mr. Basketball en 2021

### Universitaire
- Pac-12 All-Freshman Team en 2023

## Statistiques
gras = ses meilleures performances

### Universitaires
| Saison    | Équipe   | Matchs | Titul. | Min./m | % Tir | % 3pts | % LF | Rbds/m. | Pass/m. | Int/m. | Ctr/m. | Pts/m. |
| --------- | -------- | ------ | ------ | ------ | ----- | ------ | ---- | ------- | ------- | ------ | ------ | ------ |
| 2022-2023 | UCLA     | 30     | 29     | 26,8   | 49,5  | 38,9   | 69,8 | 3,80    | 2,17    | 1,13   | 0,30   | 11,17  |
| Carrière  | Carrière | 30     | 29     | 26,8   | 49,5  | 38,9   | 69,8 | 3,80    | 2,17    | 1,13   | 0,30   | 11,17  |